# 風口

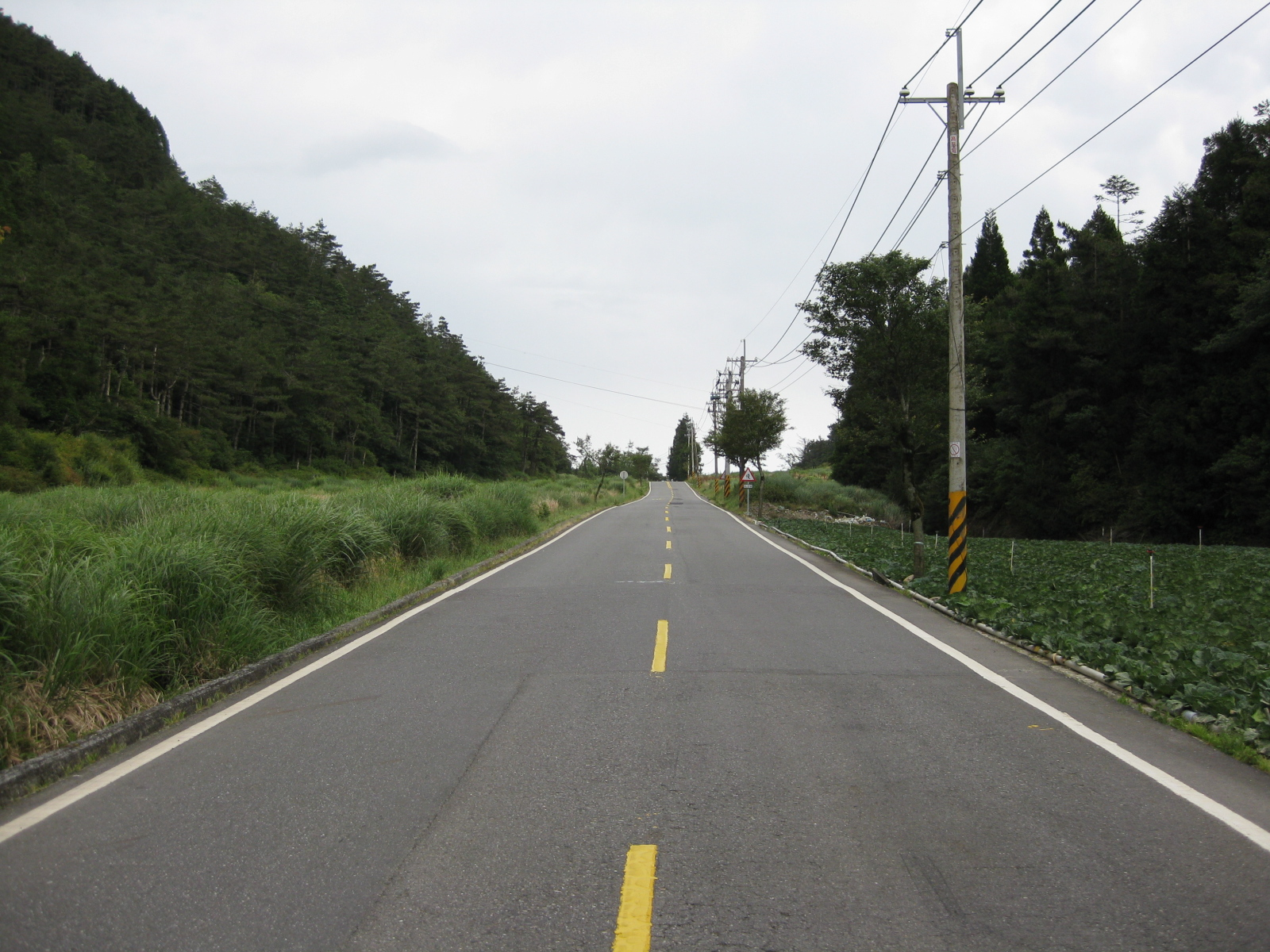
河川襲奪後形成風口（攝於思源埡口）

風口（英語：Wind Gap），亦稱風隙，是描述地形的一種地理學名詞。
風口意指有二：
1. 因地形關係，當空氣流過此地，改變風壓與風速，故使空氣迅速通過此地，形成「風口」，因此，相較於周圍地區，風口內的風勢會較強。但是風口也會因為人工造成的現象而發生，比如將受風坡的山面開鑿出一條隧道，貫通至背風坡的山面，這座隧道便會是空氣流動的出口，隧道內風速因此增強，形成風口。
2. 因遭受河川襲奪，在兩條河川襲奪的位置形成「風口」，使無能河呈現是有谷無水的地貌。這原因形成的風口，其地形呈現一道通谷，與水口的成因有其相似。

由於風口位置適宜作為跨越山區的通道，因此常見有古代遺留的城牆關卡，作為禦敵、檢查之用的軍事鎮守要地/咽喉點。

## 註解
1. ↑  林朝棨. . 臺灣文獻委員會. 1957 （中文）.